# Dangdut

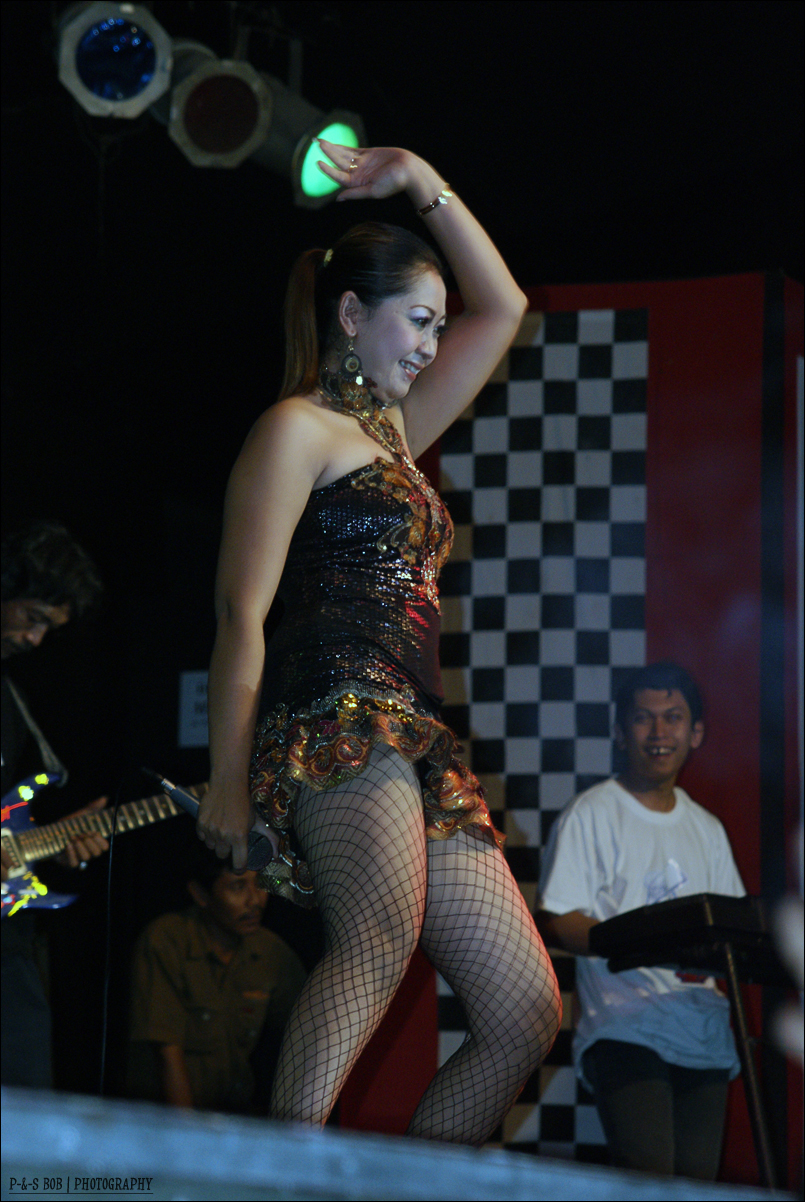
Une chanteuse de dangdut à Yogyakarta (Java).

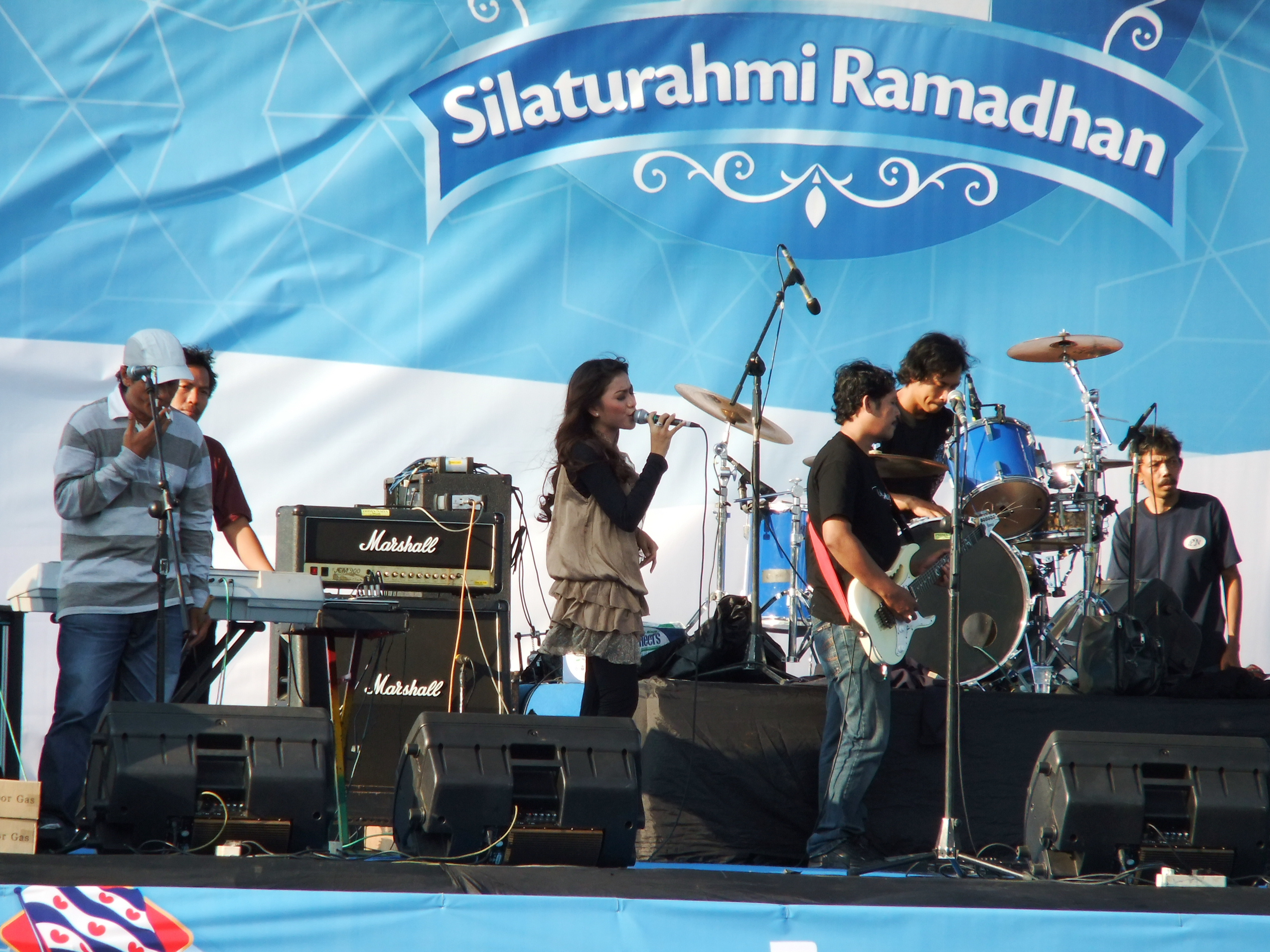
Un concert de dangdut.

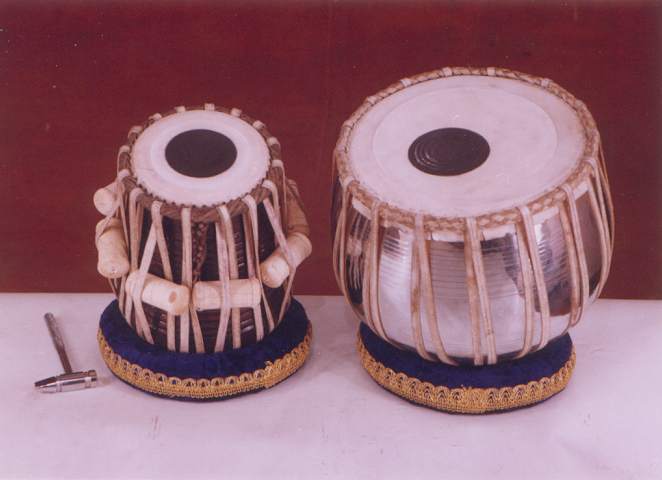
Le tabla est l'instrument de percussion essentielle de ce genre musical.

Le dangdut est un genre populaire  de musique indonésienne. Son nom est formé des onomatopées "dang", censée reproduire le son d'une frappe du bout des doigts sur le bord de la peau d'un kendang (un tambour) et "dut", censée être le son produit par le frottement de la paume sur le milieu de la peau.
Le dangdut est en effet apparu dans les années 1960, comme adaptation de la musique de film indienne.
Dangdut est également le nom de la danse qu'on exécute en écoutant cette musique.